# Humaitá (1930)
Humaitá – kanonierka rzeczna typu Humaitá używana przez marynarkę wojenną Paragwaju. Zwodowana w 1930 roku brała udział w wojnie o Chaco transportując żołnierzy na front. Po wojnie uczestniczyła w licznych rebeliach, w 1983 roku została wycofana z czynnej służby w Armada Paraguaya i udostępniona zwiedzającym jako okręt muzeum.

## Historia powstania
Prezydent Eligio Ayala zdecydował w 1927 roku o rozbudowie marynarki wojennej. Powodem był narastający konflikt z Boliwią o tereny Gran Chaco, trwający z przerwami od 1887 roku. Plan nowych jednostek przygotował oficer marynarki José Bozzano. Okręty miały działać na rzekach, przeciwko celom powietrznym i naziemnym, stąd nacisk na małe zanurzenie i znaczną liczbę dział pokładowych, kosztem opancerzenia i mobilności. Negocjacje prowadzono z Danią, Włochami, Francją i Wielką Brytanią. Umowę na dostawę dwóch kanonierek podpisano 26 września 1928 roku z dostawcą włoskim, opiewała ona na kwotę 1,25 mln USD.

### Budowa
Stępkę pod okręt postawiono 21 kwietnia 1929 roku w genueńskiej stoczni Cantieri navali Odero. Budowany był pod nazwą „Capitán Cabral”. Wodowanie nastąpiło 16 kwietnia 1930 roku. Nazwa kanonierki została zmieniona 30 lipca 1930 roku na „Humaitá”.

## Opis konstrukcji

### Kadłub
Masa pustego okrętu wynosiła 621 ton, po wyposażeniu i zaopatrzeniu w 170 ton paliwa wyporność wzrastała do 835 ton. Jednostka mogła zabierać dodatkowo do 215 ton ładunku. Kanonierka miała 71,2 metra długości i 10,5 metra szerokości. Ważnym założeniem konstrukcyjnym było niewielkie zanurzenie kadłuba jednostki, wysokiego na 4,4 metra. Wyposażona jednostka osiągała 180 centymetrów zanurzenia, przy maksymalnym załadunku rosło ono do 213 centymetrów. Śródokręcie „Humaity” chronione było burtowym pasem o grubości 15 milimetrów, stanowisko dowodzenia posiadało 20, a osłony dział 10 milimetrów pancerza.

### Napęd
Kanonierka napędzana była dwiema turbinami parowymi typu Parsons – każda z nich osiągała moc 1500 KM. Początkowo jednostka wyposażona była w dwa kotły parowe typu Thornycroft-Shultz, później wymieniono je na kotły typu Yarrow, oba typy o ciśnieniu roboczym 18 kg/cm². Okręt napędzały dwie śruby. Maksymalna prędkość jaką mógł osiągnąć wynosiła 17 węzłów, ekonomiczną prędkością było węzłów 12. Przy prędkości maksymalnej „Humaitá” mogła przebyć 2822 mil morskich. 

### Uzbrojenie
Główną artylerię pokładową na kanonierce stanowiły 4 działa kalibru 120 mm modelu Ansaldo 1926 sprzężone po dwa w dwóch wieżach, oraz 3 działa kalibru 76 mm (najprawdopodobniej Ansaldo 1917) wyprodukowane przez Odero-Terni w La Spezia. Obronę przeciwlotniczą zapewniały dwa działa kalibru 40 mm L/39 wyprodukowane na licencji Vickersa. Jednostka posiadały jeden tor minowy, standardowo uzbrojona była w sześć min morskich typu Vickers „H” MK II. W czasie wojny o Chaco zamontowano dodatkowo sześć ciężkich karabinów maszynowych. W 1974 roku przeciwlotnicze działa kalibru 40 mm zastąpiono działami Oerlikon 20 mm, zaś jedno z dział kalibru 76 mm zamieniono na podwójnie sprzężone działo kalibru 40 mm L/60 produkowane przez Argentynę pod oznaczeniem B „M” 45.
| Kaliber                         | 120 mm           | 76 mm           | 40 mm             |
| ------------------------------- | ---------------- | --------------- | ----------------- |
| Wychył w płaszczyźnie pionowej  | -5°/+45°         | -5°/+85°        | -5°/+80°          |
| Donośność w poziomie            | 20900 m          | 15000 m         | 7160 m            |
| Donośność do celów powietrznych | –                | 9400 m          | 4425 m            |
| Szybkostrzelność                | 3,75 strz./min   | 10 strz./min    | 200 strz./min     |
| Prędkość początkowa pocisku     | 800 m/s          | 900 m/s         | 610 m/s           |
| Masa naboju (pocisku)           | 45 kg (23,15 kg) | 9,5 kg (3,5 kg) | 1,315 kg (0,9 kg) |
| Zapas amunicji (maksymalny)     | 200 (1000)       | 200 (1200)      | 1000 (6000)       |

### Załoga
Przydział załogi na „Humaicie” w czasie wojny to 15 oficerów, 18 podoficerów i 209 marynarzy. W czasie pokoju liczba podoficerów i marynarzy była redukowana do odpowiednio 12 i 124. Okręt mógł przewozić dodatkowo 900 wyposażonych żołnierzy, bądź 1200 osób bez ciężkiego wyposażenia. Według stanu na 2010 rok kanonierka posiadała szkieletową załogę, na którą składało się 96 ludzi.  

### Oznaczenia
Ponieważ konstrukcyjnie „Humaitá” i „Paraguay” były identyczne, aby rozróżnić kanonierki posłużono się pasami na kominie – „Humaitá” otrzymała jeden pas („Paraguaj” dostał dwa pasy). Na burtach jednostki wymalowano dodatkowo numer rozpoznawczy „C2”.

## Służba

### Początek
Banderę na „Humaicie” i na bliźniaczym „Paraguayu” podniesiono 21 stycznia 1931 roku, zaś 23 dni później wyruszyły one w rejs do ojczyzny z mieszaną paragwajsko-włoską załogą. „Humaitá” dotarła do Asunción 5 maja, zaś 13 maja oficjalnie weszła w skład Armada Paraguaya, na podstawie dekretu No 40.178. Kanonierka została włączona do Flotilla de Guerra 20 maja 1931 roku dekretem No 40.220. Przed wybuchem wojny zdążyła odbyć jedynie rejs próbny. Była to ośmiodniowa wyprawa do Bahía Negra, przeprowadzona między 22 a 29 marca 1932 roku. W chwili wybuchu wojny „Humaitá” była więc prawie nieużywana, stanowiła wraz z „Paraguayem” nowoczesny trzon paragwajskiej marynarki wojennej.

### Wojna o Chaco
Głównym zadaniem floty podczas wojny był transport wojska. Okręty wypływały z Asunción załadowane żołnierzami i sprzętem do Puerto Casado, stąd wojsko trafiało na front ciężarówkami, bądź kontynuowało podróż rzeką do Bahía Negra. W drogę powrotną zabierano rannych i jeńców boliwijskich. „Humaitá” w pierwszy rejs transportowy wyszła 1 października 1932 roku, przewożąc na pokładzie pododdział pułku „Tres Corrales”. Łącznie, według oficjalnych statystyk, odbyła 84 rejsy po rzece Paragwaj, przewożąc do Puerto Casado 62 546 żołnierzy , przy czym według Ehlersa wraz z bliźniaczą jednostką przewiozła w obie strony około 267 000 ludzi. Kanonierka stanowiła również osłonę przeciwlotniczą dla nieuzbrojonych jednostek, a w przerwach między konwojami działała jako bateria przeciwlotnicza w Asunción i Puerto Casado. Jedyną akcją bojową okrętu było starcie z dwoma boliwijskimi samolotami Curtiss P-6 Hawk lub Vickers Vespa. Rankiem 22 grudnia 1932 roku brały one udział w ataku na „Tacuarí”, po południu zaś natrafiły w okolicy Puerto Leda na „Humaitę”. Walka zakończyła się odwrotem atakujących pilotów. Pod koniec 1934 roku rozpoczęto demontaż działa 120 mm z „Humaity”, było ono bowiem potrzebne paragwajskim wojskom oblegającym Villa Montes, jednak w związku ze zmianą sytuacji na froncie akcja został przerwana .

### Rebelie w czasie pokoju
Pierwszą rebelią, w której wykorzystana została „Humaitá”, był zamach stanu pułkownika Rafaela Franco z 17 lutego 1936 roku. Prezydent Eusebio Ayala schronił się na pokładzie „Paraguayu”. Początkowo marynarka wojenna wsparła siły lojalne prezydentowi wykorzystując broń maszynową z obu kanonierek, gdy jednak sytuacja obróciła się na jego niekorzyść najwyżsi dowódcy ogłosili Ayalę swoim więźniem. 
Kanonierka przeszła remont w Buenos Aires w 1937 roku, kolejny – połączony z manewrami – w roku 1941. W czasie II wojny światowej, z powodu deficytu paliwa, okręt nie podejmował większej aktywności. Stacjonował w bazie Sajonia i opuszczał ją jedynie podczas tygodnia floty. 

W 1947 roku obie kanonierki przechodziły trzeci remont w Buenos Aires. W tym czasie (7 marca) doszło w Paragwaju do kolejnego zamachu stanu. Bunt przeniósł się również na pokład stacjonujących w Argentynie jednostek – 7 maja zwolennicy Febraristas aresztowali wiernych rządowi członków załogi. Ponieważ jednostki wyruszyły na remont bez środków bojowych, udały się do Urugwaju, gdzie otrzymały skromne uzbrojenie. Okręty rozpoczęły żeglugę do Paragwaju rzeką Parana 5 lipca, by po pięciu dniach przekroczyć granicę paragwajską w Paso de Patria. Podpułkownik Alfredo Stroessner wysłał samolot, który zaatakował „Humaitę” 11 lipca. Dzień później osiadła ona na mieliźnie w pobliżu argentyńskiego miasta Ituzaingó, gdzie wraz z drugą kanonierką były atakowane przez rządowe lotnictwo. Wierne rządowi okręty „Capitán Cabral” i „Mariscal Estigarribia” oraz statki parowe „Helen Gunther” i „Tirador” przybyły w miejsce unieruchomienia kanonierek 15 lipca. Trzy dni później rozpoczęto ostrzał „Humaity” z lądu, nie przerwano też ataków z powietrza, zaś 24 i 25 lipca zaatakowano okopane załogi kanonierek z lądu i z wody. Wzrost poziomu wody na rzece pozwolił kanonierkom na próbę wydarcia się z zasadzki, co zostało jednak udaremnione przez wojska Stroessnera. Kanonierki znalazły schronienie w argentyńskim Itá Ibaté, gdzie zostały internowane do czasu zakończenia walk.
„Humaitá” został poddana generalnemu remontowi w Buenos Aires w roku 1954, między wrześniem 1965 a lipcem 1966 roku przeszła odnowę w brazylijskim Ladário, a w 1974 roku przezbrojono ją w Arsenale Morskim w Asunción. Przeciwlotnicze działa kalibru 40 mm zastąpiono działami Oerlikon 20 mm, zaś jedno z dział kalibru 76 mm zamieniono na działo podwójnie sprzężone kalibru 40 mm. „Humaitá” zakończyła czynną służbę 28 czerwca 1983 roku na podstawie dekretu No 04/983. 
Ostatni raz kanonierka wzięła udział w zamachu stanu, który rozpoczął się w nocy z 2 na 3 lutego 1989 roku. Wraz z innymi jednostkami brała udział w ostrzale pałacu rządowego, budynku kongresu i fortyfikacji, co przechyliło szalę zwycięstwa na korzyść buntowników i pozwoliło obalić rządzącego od 35 lat w Paragwaju Alfredo Stroessnera. 
Po 70 latach od wodowania „Humaitá” została przekształcona w okręt muzeum. Otwarcie dla zwiedzających miało miejsce 6 września 2000 roku w pobliżu pałacu prezydenckiego w Asunción. Po kilku latach okręt został przeholowany do bazy Sajonia.
| Miejsce      | Data                            | Uwagi                   |
| ------------ | ------------------------------- | ----------------------- |
| Buenos Aires | 1937                            |                         |
| Buenos Aires | 1941 (do 17 sierpnia)           | połączone z manewrami   |
| Buenos Aires | 1947 (do 5 maja)                | przerwane przez rebelię |
| Buenos Aires | 30 marca 1954 – 9 grudnia 1954  |                         |
| Ladario      | 9 września 1965 – 13 lipca 1966 |                         |
| Asunción     | 1974                            | zmiana uzbrojenia       |